# Torps kyrka, Medelpad
Torps kyrka är en kyrkobyggnad i Fränsta i Ånge kommun. Den är församlingskyrka i Torps församling i Härnösands stift.

## Kyrkobyggnaden
På den plats där nuvarande kyrka ligger byggdes förmodligen en träkyrka på 1100-talet som ersattes av en stenkyrka på 1200-talet. Nuvarande kyrkobyggnad uppfördes åren 1782 till 1785 efter ritningar av arkitekt Johan Christian Loëll. Kyrkan har ett rektangulärt långhus med korta och breda tvärskepp åt norr och söder. Vid långhusets östra sida finns tornet som inrymmer sakristian. Nuvarande tornöverbyggnad är ritad av Fredrik Ekholm och tillkom 1882 till 1883 efter att den äldre förstörts i ett blixtnedslag. 1924 lades långhusets takspån om. På ett av spånen upptäcktes en inskription med årtalet 1782. 1925 restaurerades kyrkan och försågs utvändigt med ny puts och målades om invändigt. Kyrkan återinvigdes 1925 av biskop Ernst Lönegren.

## Inventarier
Dopfunten av sandsten är från slutet av 1100-talet. Ett Sankt Olofsskåp är från 1200-talet. Altartavlan är utförd av Carl Hofverberg 1749. Predikstolen är tillverkades 1852 av Kjellström.